# Marek Szukalak
Marek Szukalak (ur. 17 maja 1952 w Łodzi) – bibliofil, wydawca, publicysta, animator kultury, twórca wydawnictwa Oficyna Bibliofilów, dyrektor i członek zarządu Fundacji Monumentum Iudaicum Lodzense, autor publikacji dotyczących Żydów łódzkich, organizator spotkań, wystaw i koncertów przybliżających kulturę żydowską.

## Pełnione funkcje
- Od 1975 członek Łódzkiego Towarzystwa Przyjaciół Książki.
- Od 1989 twórca Oficyny Bibliofilów.
- Członek „The Arthur Szyk Society” w Kalifornii (USA).
- Koordynator na Łódź amerykańskiego Projektu Odnowy Cmentarzy Żydowskich w Łodzi (Poland Jewish Cemeteries Restoration Project).
- Dyrektor i członek zarządu Fundacji Monumentum Iudaicum Lodzense. Zadaniem tej fundacji jest przywracanie pamięci o żydowskiej ludności Łodzi, opieka nad cmentarzem żydowskim w Łodzi oraz ochrona zabytków kultury materialnej Żydów.

## Ważniejsze publikacje
- Łódzkie Zakłady Graficzne 1912–1987: przeszłość i teraźniejszość, Łódź 1987 (współautorzy: Kazimierz Badziak, Henryk Michalak).
- Łódzkie rysunki Artura Szyka, Łódź 1997, Oficyna Bibliofilów.
- Łódź – nasze miasto / Łódź – unsere Stadt, Łódź (współautorzy: Marek Budziarek, Leszek Skrzydło).
- Żydzi dawnej Łodzi. Słownik biograficzny, t. 1–4, Łódź 2001–2002–2003–2004, Oficyna Bibliofilów (współautor: Andrzej Kempa).
- The Biographical Dictionary of the Jews from Lodz, Łódź 2006, Oficyna Bibliofilów (współautor: Andrzej Kempa).
- Słownik biograficzny Żydów łódzkich oraz z Łodzią związanych, Seria II, t. 1–2, Łódź 2007–2012, Oficyna Bibliofilów.

## Najważniejsze nagrody i odznaczenia
- Medal „Powstanie w Getcie Warszawskim” (1997) przyznawany w rocznicę Powstania
- Odznaka „Za Zasługi dla Miasta Łodzi” (2000)[2]
- Nagroda „Złoty Ekslibris” Wojewódzkiej i Miejskiej Biblioteki Publicznej im. Marszałka J. Piłsudskiego za najlepszą książkę o Łodzi (za rok 2002)
- Medal Pro Publico Bono im. Sabiny Nowickiej (2007)[3]
- Krzyż Kawalerski Orderu Odrodzenia Polski (2009)[4]
- Nagroda im. Marii i Łukasza Hirszowiczów (2017)[5]
- Odznaka Honorowa „Bene Merito” (2021)[6]